# 铁行渣华
铁行渣华（Royal P&O Nedlloyd），由鐵行輪船公司及渣华两家船運公司合并而成，现已并入马士基（Maersk）。铁行渣华在中国深圳、上海、青岛、香港都有办公室。员工人数为700余人。深圳办公室的最后的地址为深圳罗湖商务中心。